# Zaldibia
Zaldibia è un comune spagnolo di 1 490 abitanti situato nella comunità autonoma dei Paesi Baschi.

## Società

### Evoluzione demografica
Abitanti censiti

### Lingue e dialetti
Il dialetto basco locale appartiene alla variante gipuzkoana. Nel 2016, l'80,8% della popolazione era euskaldun ("basconfona").

## Amministrazione
Dalla Transizione spagnola ad oggi, le persone che hanno ricoperto la carica di sindaco (in basco alkatea, in spagnolo alcalde) sono state le sueguenti:
| Periodo | Periodo   | Primo cittadino              | Partito                        | Carica  | Note |
| ------- | --------- | ---------------------------- | ------------------------------ | ------- | ---- |
| 1979    | 1983      | Jose Martin Eskisabel Elorza | Asamblea Popular               | Sindaco |      |
| 1983    | 1987      | Miguel Maria Jauregi         | Herri Batasuna (HB)            | Sindaco |      |
| 1987    | 1991      | Miguel Maria Jauregi         | HB                             | Sindaco |      |
| 1991    | 1995      | Miguel Maria Irastorza       | Zaldi-ibia Udal Taldea         | Sindaco |      |
| 1995    | 1999      | Jose Ignacio Elizegi         | HB                             | Sindaco |      |
| 1999    | 2003      | Joakin Zubeldia Aranburu     | Euskal Herritarrok             | Sindaco |      |
| 2003    | 2007      | Patxi Aierbe                 | Aralar                         | Sindaco |      |
| 2007    | 2009      | Patxi Aierbe                 | Aralar                         | Sindaco |      |
| 2009    | 2011      | Ramon Nazabal                | comitato di gestione           | Sindaco |      |
| 2011    | 2015      | Joxan Etxabe Nazabal         | Bildu                          | Sindaco |      |
| 2015    | 2019      | Joxan Etxabe Nazabal         | Euskal Herria Bildu (EH Bildu) | Sindaco |      |
| 2019    | 2023      | Ezitxu Mujika Mariezkurrena  | EH Bildu                       | Sindaca |      |
| 2023    | in carica | Ioritz Berra Juaristi        | EH Bildu                       | Sindaco |      |